# ネフスキー森林公園

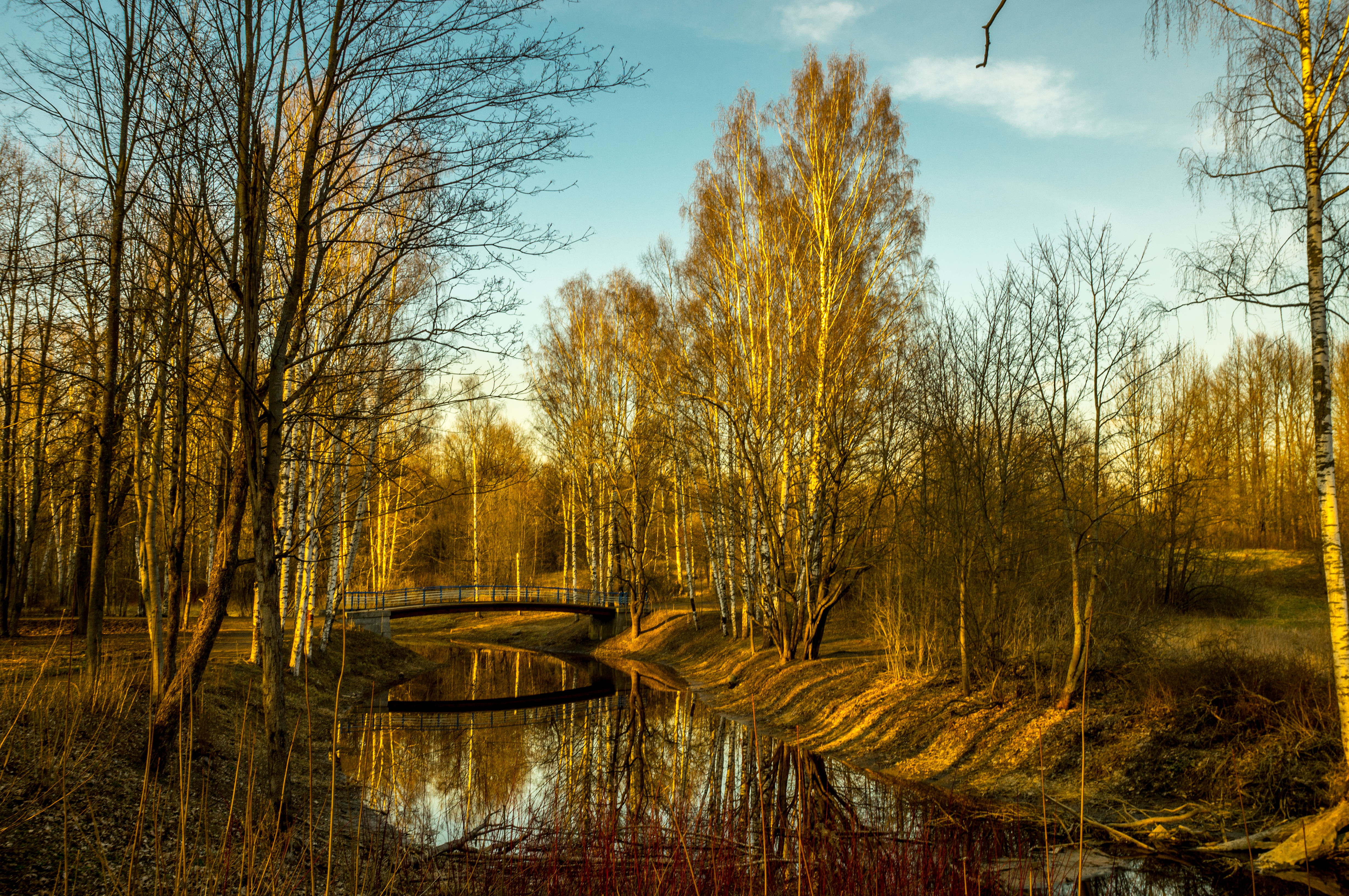
ネフスキー森林公園の早春

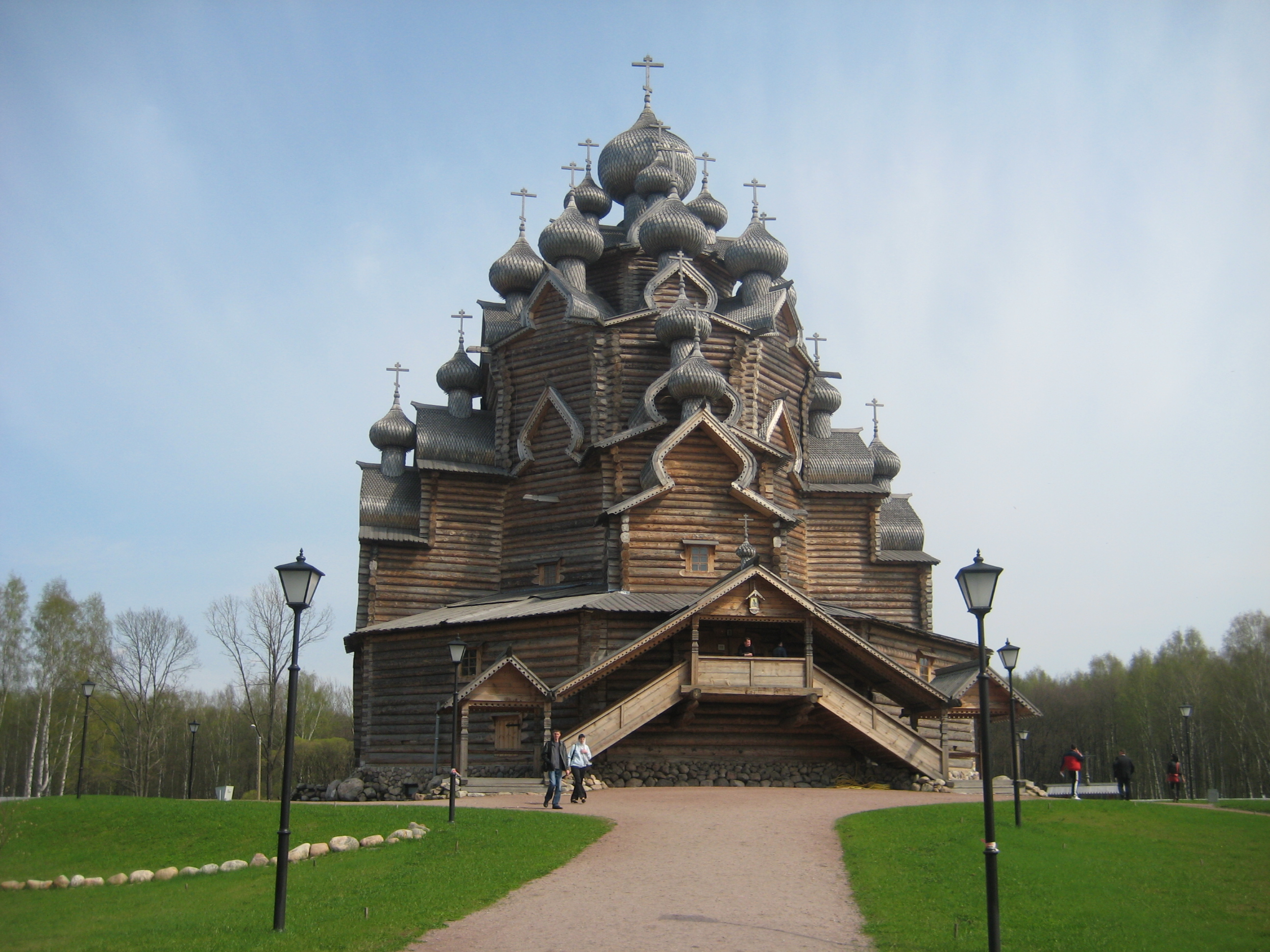
ネフスキー森林公園にあるポクロフスカヤ教会

ネフスキー森林公園 (ネフスキーしんりんこうえん、ロシア語: Невский лесопарк) は、ロシア・レニングラード州のフセヴォロジスク地区のスベルドロフスク都市集落にある森林公園で、面積は600ヘクタールである。
同じくネフスキー森林公園とも呼ばれる地区は、はるかに広大な森林地帯 (数千ヘクタール) で、スヴェルドロフスク都市集落の北部全体とザネフスキー農村集落の南部を占めている。

## 参照項目
- レニングラード州